# Arco di Sant'Ercolano
L’Arco di S. Ercolano (anticamente Porta Cornea) si trova a Perugia sulle omonime scalette di Sant'Ercolano. Faceva parte delle mura cittadine di origine etrusca, costruita nella seconda metà del III secolo a.C. Era una delle 7 porte di accesso alla città etrusca. Fu rimodellata nel Medioevo e l'originario arco a tutto sesto fu rimpiazzato da un arco ogivale.